# Monia Mazigh
 (mai 2021).
La mise en forme du texte ne suit pas les recommandations de Wikipédia : il faut le « wikifier ».
Les points d'amélioration suivants sont les cas les plus fréquents. Le détail des points à revoir est peut-être précisé sur la page de discussion.
- Les titres sont pré-formatés par le logiciel. Ils ne sont ni en capitales, ni en gras.
- Le texte ne doit pas être écrit en capitales (les noms de famille non plus), ni en gras, ni en italique, ni en « petit »…
- Le gras n'est utilisé que pour surligner le titre de l'article dans l'introduction, une seule fois.
- L'italique est rarement utilisé : mots en langue étrangère, titres d'œuvres, noms de bateaux, etc.
- Les citations ne sont pas en italique mais en corps de texte normal. Elles sont entourées par des guillemets français : « et ».
- Les listes à puces sont à éviter, des paragraphes rédigés étant largement préférés. Les tableaux sont à réserver à la présentation de données structurées (résultats, etc.).
- Les appels de note de bas de page (petits chiffres en exposant, introduits par l'outil «  Source ») sont à placer entre la fin de phrase et le point final[comme ça].
- Les liens internes (vers d'autres articles de Wikipédia) sont à choisir avec parcimonie. Créez des liens vers des articles approfondissant le sujet. Les termes génériques sans rapport avec le sujet sont à éviter, ainsi que les répétitions de liens vers un même terme.
- Les liens externes sont à placer uniquement dans une section « Liens externes », à la fin de l'article. Ces liens sont à choisir avec parcimonie suivant les règles définies. Si un lien sert de source à l'article, son insertion dans le texte est à faire par les notes de bas de page.
- La présentation des références doit suivre les conventions bibliographiques. Il est recommandé d'utiliser les modèles {{Ouvrage}}, {{Chapitre}}, {{Article}}, {{Lien web}} et/ou {{Bibliographie}}. Le mode d'édition visuel peut mettre en forme automatiquement les références.
- Insérer une infobox (cadre d'informations à droite) n'est pas obligatoire pour parachever la mise en page.

Pour une aide détaillée, merci de consulter Aide:Wikification.
Si vous pensez que ces points ont été résolus, vous pouvez retirer ce bandeau et améliorer la mise en forme d'un autre article.
Monia Mazigh (arabe : منية مازيغ, née le 11 décembre 1969 en Tunisie) est une universitaire, une militante et une personnalité politique canadienne. Elle est surtout connue pour les efforts qu'elle a fait pour faire libérer son époux Maher Arar d'une prison syrienne, et pour obtenir par la suite réparation auprès du gouvernement canadien. Elle a été candidate à l'élection fédérale canadienne de 2004 dans la circonscription Ottawa-Sud sous la bannière du Nouveau Parti démocratique.
Mazigh a collaboré avec plusieurs organisations pour les droits de la personne afin notamment d'obliger le gouvernement canadien d'agir pour la libération de son époux. Elle est apparue fréquemment dans les médias et continue de s'y exprimer de temps à autre.

## Biographie
Monia Mazigh grandit dans une famille musulmane aux idées libérales. Dès l’âge de 8 ans, elle accompagne son père à la mosquée pour la prière du vendredi. L’architecture et la spiritualité des lieux a éveillé en elle une profonde sensibilité religieuse. La mosquée est pour elle un  « havre de paix ». À l’âge de 13 ans, elle décide de porter le voile. Dans les années 1980, le port du voile, à Tunis, n’est pas fréquent. De plus elle est confrontée à l’image de la femme habillée à l’européenne, diplômée généralement de France, souvent médecin, avocate, ou chef d’entreprise. Mazigh se sent différente et tient à afficher sa particularité. Son choix choque sa famille. Sa mère s’y est donc opposée. Pour cette dernière, une telle décision ne peut pas être prise à un âge si jeune. Malgré sa déception, Monia Mazigh s'est résignée. Elle-même n'est pas sûre si cette volonté cache un caprice d'adolescente ou une conviction profonde. Elle continue son chemin dans la vie, en portant ses pantalons pour aller à l’école et ses maillots pour aller à la plage. Elle maintient également ses prières du vendredi, en accompagnant son père à la mosquée, mais à des rythmes de plus en plus irréguliers. Son désir de porter le voile s’est tiédi, mais il n’a jamais disparu de son esprit.
Après sept ans d’études primaires, Monia Mazigh obtient son baccalauréat tunisien, en 1988. Elle poursuit ses études à l'Institut des hautes études commerciales (IHEC)de Carthage. Durant ces années, elle choisit de porter le voile sans revenir sur sa décision. Son choix a été accepté par sa famille, mais il a été critiqué par la société tunisienne de l’époque. En effet, au début des années 1990, le voile est considéré, pour certains, comme le symbole politique des intégristes; pour d'autres, comme celui de l’oppression. De plus, dans le milieu bourgeois où Monia est née, il est fortement méprisé et souvent associé à une vie paysanne, pauvre et sans éducation. Elle se sent injustement oppressée et privée de ses droits fondamentaux. Le système politique et la pression sociale commencent sérieusement à l’étouffer. Elle ne veut pas être jugée pour son apparence, mais pour ce qu’elle est et ce qu’elle peut donner. Le Canada, où vit son frère, s’offre à elle comme un refuge. Il est ce pays d'accueil, ouvert à tous les immigrants, de toutes races et de toutes couleurs où elle peut s’épanouir en toute liberté.
Elle immigre au Canada en 1991. Elle obtient un doctorat en finances de l'Université McGill. Elle est trilingue (français, arabe et anglais). Elle et son mari ont deux jeunes enfants.
Mazigh est devenue célèbre la première fois quand son mari Maher Arar, soupçonné d'être un terroriste, a été expulsé en Syrie en 2002 par le gouvernement américain. Il a été torturé et retenu sans accusation pendant plus d'une année avant de pouvoir retourner au Canada.
À la suite de la célébrité dont Mazigh fait l'objet, elle est approchée autant par des partis politiques tels le Parti libéral du Canada et le Nouveau Parti démocratique du Canada. Elle choisit ce dernier, plus conforme à ses valeurs sociales et dont elle a apprécié les efforts pour la libération de son mari.
Elle se présente à l'élection fédérale canadienne de 2004 dans la circonscription électorale Ottawa-Sud. Elle est battue par le candidat libéral David McGuinty, frère du premier ministre de l'Ontario Dalton McGuinty.
Depuis 2010, Monia Mazigh signe une chronique mensuelle sur Tolerance.ca.
Entre 2014 et 2016, elle milite pour les droits de la personne comme coordinatrice nationale de la Coalition pour la surveillance internationale des libertés civiles (CSILC). Il s’agit en effet de la coalition qui regroupe 47 ONG, syndicats, associations professionnelles, groupes confessionnels, organisations environnementales, de protection des droits humains et des libertés civiles, ainsi que des groupes représentant des communautés immigrantes et réfugiées au Canada. Cet objectif est de défendre les libertés civiles et les droits de la personne dans le contexte des lois antiterroristes, établies après le 11 septembre 2001, au nom de la sécurité nationale. Ces lois vont souvent contre les personnes marginalisées, 
Depuis 2016, Mazigh ne s'intéresse plus à la politique que dans un contexte théorique. Elle a toujours écrit. Ce n’est qu'en 2007 qu’elle commence à écrire pour être publiée. Elle s’est d’abord tournée vers l’écriture pour exprimer son militantisme. Elle écrit par souci de justice sociale, poussée par une volonté profonde de changer le monde par des mots et des histoires et de lutter contre les préjugés par la force du verbe. Écrire, pour elle, est une autre manière de faire de la politique. L’écriture et la politique sont deux domaines très exigeants. Il a fallu choisir entre les deux et elle s’est penchée vers l’écriture. La politique peut entrer en conflit avec la spiritualité et parfois contre ses principes. Son premier livre Les larmes emprisonnées a été entamé, juste après la libération de son mari de prison. Il a été publié, cinq plus tard, en 2008, aux Éditions du Boréal. Elle a enchaîné ensuite avec trois romans Miroirs et mirages (L’Interligne, 2011) Du pain et du jasmin (David, 2015) et Farida (David 2020). Elle est en train d’écrire un récit en langue anglaise.
Parallèlement avec l’écriture, Monia Mazigh a offert des cours à l’université Thompson-Rivers à Kamloops, en Colombie-Britannique. En 2004, elle enseigne à temps partiel à  l’Université Carleton à Ottawa. Elle offre des cours à l’éducation continue (Continuing Studies and professional Development) ayant pour sujet les crises financières ainsi que les femmes et l’islam. Depuis l’automne 2019, elle n’offre plus de cours en raison de la pandémie (Covid-19).

## Œuvres

### Romans
- Miroirs et mirages (2011)
- Du pain et du jasmin (2015)
- Farida (2020)

Récit autobiographie
- Les larmes emprisonnées (2008)

Autres Collaborations
- Oh Canada avec Omar Khadr (2012)
- The Relevance of Islamic Identity in Canada  avec Nurjehan Aziz (2015)
- Resilience and Triumph immigrant women tell their stories avec Rashmi Luther et collab. (2015)
- When we are bold Women Who Turn Our Upsidedown World Right avec Rachel M. Vincent (2016)

## Thématique et esthétique
Dans nombre de ses romans, Monia Mazigh veut donner la voix à la femme arabo-musulmane, que l’on sous-estime et que l’on surprotège et que, par conséquent, on efface. Ainsi, le thème principal de la majorité de ses romans est la diversité et la complexité de la vie des femmes musulmanes. Ces femmes portent souvent l'étiquette de femmes opprimées alors qu’elles sont des femmes fortes et puissantes. Monia Mazigh veut donner une image un peu plus proche de la réalité de ces femmes. Ainsi, son écriture est ancrée dans son engagement politique, son engagement de citoyen. Sa langue maternelle est l’arabe toutefois elle choisit d’écrire ses premières œuvres en français, car c’est sa langue de communication. Ses romans ont tous été traduits en anglais, sauf Farida. Un jour, elle aimerait traduire ses œuvres en arabe.
Son premier livre Les larmes emprisonnées (Boréal, 2008) est un récit autobiographique, dédié à ses enfants. Il décrit les moments difficiles qu’elle a vécu après l’arrestation et l’emprisonnement de son mari. Même si l’envie d’écrire était toujours présente en elle, c’est surtout ce livre qui l’a propulsé vers l’aventure littéraire proprement dite. C’est un roman à suspens, un thriller politique. C'est aussi l’histoire vraie de Maher Arar, vue par sa femme et la mère de ses enfants, Monia Mazigh. Ce récit a été traduit en anglais par Patricia Claxton et Fred A. Reed, sous le titre My Struggle to Free My Husband, Maher Arar.
Elle enchaîne avec Miroirs et mirages (L’Interligne, 2011) dans lequel elle brosse le portrait de quatre femmes immigrantes, de différentes cultures et de divers statuts sociaux, vivant toutes à Ottawa. À travers leurs histoires qui s’entrecroisent, l’écrivain révèle les difficultés d'adaptation que rencontrent les femmes nouvellement arrivées dans un pays qui se dit multiculturel. Elle dénonce la discrimination ethnique, culturelle et religieuse qu’affrontent ces femmes dans leurs vies quotidiennes. Le titre illustre bien la thématique générale du roman, c’est-à-dire comment les difficultés ou les inquiétudes d’un personnage reflètent ou contrastent celles d’un autre, et comment plusieurs d’entre eux doivent sortir de leur monde illusoire pour se créer une nouvelle identité. Ce roman a été traduit en anglais par Fred Reed sous le titre Mirrors and Mirages.
Dans son roman Du pain et du jasmin, elle fait le pont entre deux époques et deux continents. Les thèmes de la culture, de la religion, de la vie familiale, des conflits intergénérationnels, qu’elle explore de différentes manières, constituent la veine de ces écrits.  Elle aborde les questions de l’identité et des conflits intergénérationnels qui mettent souvent ces femmes face à de lourds dilemmes identitaires et culturels. Ce roman a été traduit en anglais par Fred A. Reed sous le titre Hope Has Two Daughters.
- Synopsis : Le roman alterne entre deux histoires, deux époques et deux révolutions, qui ont eu lieu en Tunisie à une trentaine d’années d’intervalle[17]. La première histoire retrace la vie de Nadia, une jeune fille qui, encouragée par le feu de la révolte du pain, en 1984, qui a secoué la Tunisie contre le régime de Habib Bourguiba, s’est levée contre l'injustice sociale qui régnait dans son lycée. Elle se trouve expulsée de l’école et rejetée par sa famille. Indignée, Nadia quitte le pays et se réfugie au Canada. Vingt ans plus tard, sa fille Leila, voulant apprendre l’arabe, décide de retourner vivre en Tunisie. Le pays s’enflamme de nouveau avec la révolte du jasmin qui a mené à la destitution de Zine el Abidine Ben Ali, après 25 ans de pouvoir. Les chapitres alternent le désir d’émancipation de la mère et de la fille[15].

- Thèmes : Comme dans tous ces romans, la question de l’identité est au cœur de l’histoire. Elle est exposée à travers ces deux femmes arabo-musulmanes, appartenant à deux générations différentes, vivant à deux époques différentes, mais qui incarnent, les mêmes craintes et les mêmes espoirs. Autant la mère que la fille portent la voix de toutes les femmes libres qui se sont opposées à l'injustice économique et politique de leur pays. Elles servent de modèles aux jeunes femmes du monde entier[18] qu’elles soient chrétiennes ou musulmanes. Ce sont des femmes qui osent rêver d’une vie indépendante, épanouissante et juste. Elles vivent dans un milieu socialement plus progressiste ce qui peut aider les jeunes Canadiennes à s'identifier à elles[18]. Toutefois, Du pain et du jasmin, n’est pas un roman autobiographique. Il n’est pas non plus un récit historique. C'est une fiction qui donne naissance à deux personnages imaginaires certes, mais véridiques par la puissance de leur émotion et la profondeur de leur réflexion[1].

- Inspiration : Pour écrire ce roman, Monia Mazigh s’est plongé dans ses souvenirs d’adolescentes (elle a 14 ans quand la première révolte s’est déclarée)[19]. Elle a exploré toutes ses sensations du moment avec toute la frustration refoulée de sa jeunesse : ses peurs, ses espérances, ses réflexions et les injustices dont elles étaient victimes. Elle a essayé d’esquisser l’ambiance qui régnait en ces temps en collant le plus fidèlement possible à la réalité des faits. Monia Mazigh profite de cette fiction pour émettre des critiques vis-à-vis la vie sociale et politique en Tunisie[1]. Elle veut faire découvrir certaines vérités, concernant cet épisode, encore méconnu[1]. Lors de la révolte du jasmin, elle vit au Canada, mais elle suit de près tout ce qui se passe en Tunisie. Elle collectionne les commentaires et les témoignages dans Internet. Elle lit les articles publiés régulièrement à l’intérieur et à l’extérieur du pays. Elle nourrit des sensations d’espoir et de joie[18] qu’elle veut exprimer à travers le personnage de Leila. La colère et le courage imprègnent donc la quête de justice que véhicule ce roman. Ils épousent à la perfection la citation de Saint Augustin que Monia Mazigh a emprunté pour titrer la version traduite en anglais Hope Has Two Daughters. Ce titre constitue un pont entre la quête spirituelle des personnages, incitée par les événements qui ont marqué l’histoire de la Tunisie et l’essence du christianisme symbolisé par les paroles de Saint-Augustin né en Afrique du Nord, là où il développe sa doctrine théologique[20].

En février 2020, Monia Mazigh publie Farida qui poursuit l’approche littéraire féminine, voire féministe présente dans ses romans précédents. Le prénom Farida signifie[LH4]  « rare » ou « précieux ». L’auteure veut rendre hommage à une génération de femmes ayant marqué l’histoire de la société tunisienne de nos jours.
- Synopsis : Ce roman met en scène trois générations qui racontent l’histoire de Farida, une femme née dans les années 1930-1940 à Tunis, en Tunisie qui malgré l’oppression systémique, a pu trouver des moyens pour s’émanciper[22]. Forcée par son père de se marier à un cousin dépravé, Fatima va tranquillement conquérir son indépendance après avoir mis au monde un garçon, Taoufiq, puis élevé sa petite-fille, Leila, qu’elle veut forte et déterminée[23]. Cette dernière émigre au Canada[22]. Farida[LH5] , le personnage principal, ne parvient pas à s’affranchir du « joug des hommes ». Cependant, elle réussit à « casser le moule » en cherchant à divorcer de son mari « dépravé ».

- Thèmes : Sans être un roman historique, c’est un roman sur l’histoire de la Tunisie contenant des faits historiques. C’est un roman de voix de femmes et l’émancipation de la femme y est présente. C’est un roman intergénérationnel dans lequel l’identité est au centre de l’histoire. Ce récit se déroule durant le protectorat français et on y retrouve les thèmes tels que le patriarcat, la colonisation.

- Inspiration : Monia Mazigh s’inspire du roman d'Orhan Pamuk Cette chose étrange en moi[21]. L’histoire du  personnage principal est inspirée de celle de sa propre grand-mère qui est plutôt « avant-gardiste »[16]. Toutefois l'auteure mentionne que ce n’est pas un roman biographique.

Elle travaille actuellement sur un essai, ayant pour thèmes l’islamophobie et la misogynie. Il s’agit d’une réflexion personnelle qu’elle compte publier en anglais.

## Prix et distinctions[24]
- 2009 : Finaliste au Prix du livre d’Ottawa pour le roman Les larmes emprisonnées.
- 2015 : Finaliste au Prix du livre d’Ottawa pour le roman Miroirs et mirages.
- 2015 : Finaliste au Prix du Salon du livre de Toronto pour le roman Miroirs et mirages.
- 2015 : Finaliste au prix Trillium pour le roman Miroirs et mirages.
- 2017 : Finaliste au Prix Champlain pour le roman Du pain et du jasmin.